# Molezuelas de la Carballeda
Molezuelas de la Carballeda település Spanyolországban,  Zamora tartományban. Molezuelas de la Carballeda Rionegro del Puente, Peque, Muelas de los Caballeros, Cubo de Benavente, Uña de Quintana, San Pedro de Ceque és Vega de Tera községekkel határos. Lakosainak száma 46 fő (2024).

## Népesség
A település népessége az utóbbi években az alábbiak szerint változott:
| Lakosok száma | 111  | 87   | 89   | 87   | 90   | 85   | 70   | 56   | 51   | 46   |
|               | 2001 | 2004 | 2007 | 2009 | 2012 | 2014 | 2017 | 2019 | 2022 | 2024 |